# Terentius
För andra betydelser, se Terentius (olika betydelser).

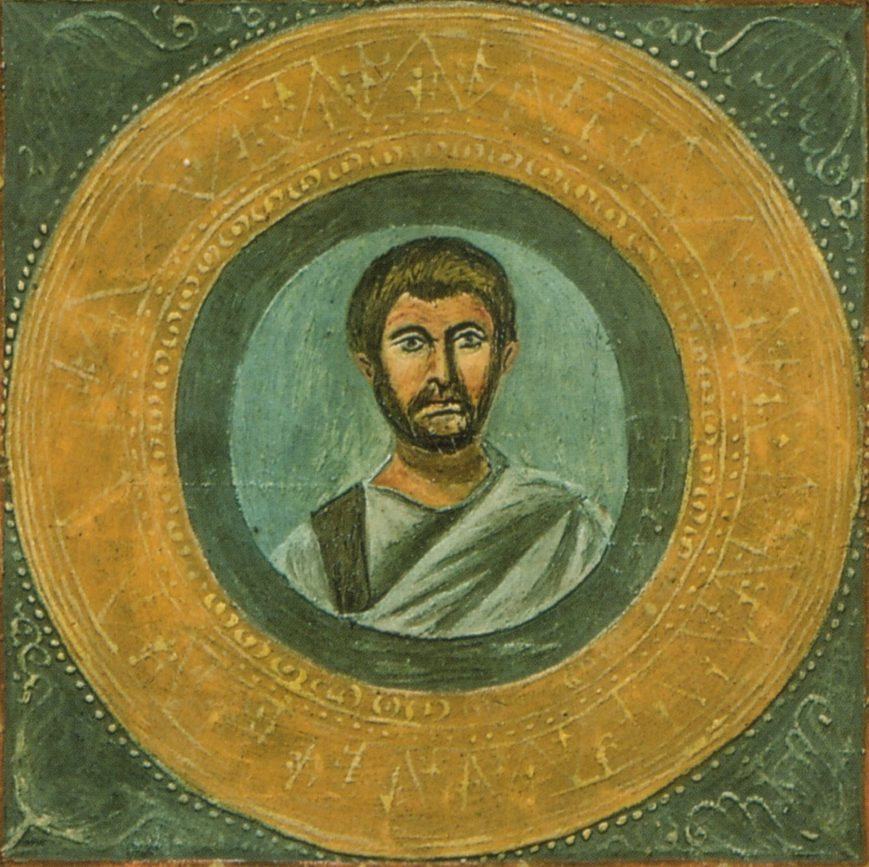
Bild från codex från 900-talet som sägs föreställa Terentius.

Publius Terentius Afer, född ca 195 f.Kr. i Kartago, död 159 f.Kr., var en romersk författare av komedier. Terentius skrev sex komedier, samtliga uppförda åren 166-160 f.Kr.

## Biografi
Terentius var av tillnamnet Afer att döma född i Afrika, troligen Kartago. Han var slav hos romerske senatorn Terentius Lucanus som frigav honom och lät honom få en god uppfostran samt presenterade honom för den yngre Scipio Africanus och dennes vän, den berömde filosofen och litteraturvännen, konsuln Gaius Laelius Sapiens samt Lucius Furius Philus. Frigiven upptog han, som seden var i dylika fall, sin husbondes familjenamn; vad han hette förut är okänt.
Terentius framträdde inför publik första gången 166 f.Kr. med Andria ("Flickan från Andros"), som följdes av Hecyra (165), Heauton Timorumenos ("Självplågaren"; 165), Eunuchus och Phormio (bägge 161) och Adelphoe ("Bröderna", 160). Dessa stycken iscensattes av en den tidens teaterdirektör och aktör Lucius Ambivius Turpio. Till alla dessa komedier finns versifierade innehållsöversikter och s.k. didaskalier, d.v.s. upplysningar om författaren, året och tillfället då stycket uppfördes, det grekiska originalet, musiken, de förnämsta aktörerna o.s.v.
År 160 företog Terentius en resa till Grekland, men dog på hemfärden. Suetonius levnadsskildring av Terentius (i De poétis) återgavs av Terentius mest berömde kommentator, Aelius Donatus.

## Teckning över Terentius
I boken Epoker och diktare: allmän och svensk litteraturhistoria. 1 tecknar littaturhistoriken Lennart Breitholtz sin bild över Terentius stil och hur han mottagits och följande två stycken följer Breitholtz beskrivning.

### Stil

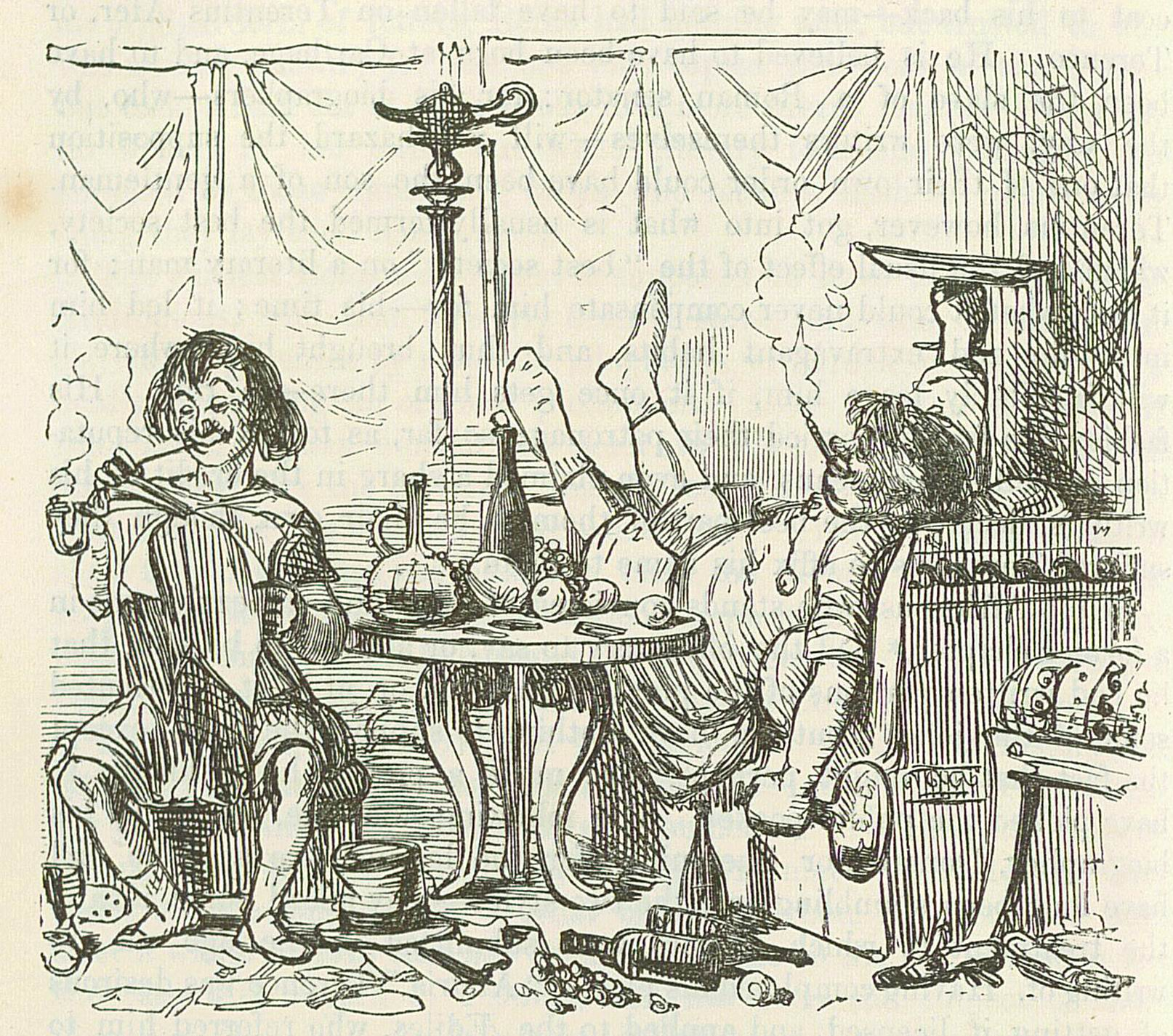
Terentius läser ett drama för Caecilius. Av John Leech, ur The Comic History of Rome av Gilbert Abbott A Beckett, omkring 1850.

Vid tiden för Terentius uppträdande härskade Plautus över den romerska teatern. I motsats till honom, som bearbetat sina grekiska mönster med en viss frihet samt försökt ge sina stycken ett slags romersk färg, slöt Terentius sig nära till originalen och bemödade sig att återge dem på ett något tunt, men enkelt, lätt löpande och lätt begripligt språk.
Hans huvudsaklige förebild var Menander, vilken han bearbetade på sådant sätt att han av Julius Caesar i dennes korta passus över Terentius kallas för den "halverade (dimidiatus) Menander". Caesar tillägger att man hos Terentius saknade den komiska kraft som utmärkte grekerna. I själva verket ligger också i detta omdöme en riktig uppskattning av Terentius författarverksamhet. Denna gick ut på att ge väl genomarbetade och i talspråkets dräkt klädda stycken som kunde behaga en mera litterärt bildad publik. Därjämte utmärker han sig genom en omsorgsfull scenisk teknik, psykologiskt utförda karaktärsteckningar och detaljmålningar, ett elegant framställningssätt och en i det hela väl vårdad versbyggnad. Adelphi, som Terentius omarbetat från Menander, förs en pedagogisk diskussion, men huvudsakligen handlar Terentius verk om erotiska intriger.
Plautus folktyper och grovkorniga figurer har måst lämna plats för människor med mera finslipat och av ett slags konventionell sedlighet stämplat väsen. Kärleken, denna den sengrekiska litteraturens A och O, är den huvudsakliga drivkraften i hans stycken, och framställningen därav är patetisk, nästan sentimental.
Den nya diktningen hade inte att påräkna en så talrik publik som de plautinska lustspelen; den var anlagd på en litterär krets med grekisk smakriktning. Grekisk var färgläggningen, grekisk platsen för handlingen och grekiska de framställda personligheterna. För sina stycken begagnade Terentius f.ö. den redan av äldre författare använda "kontaminationen", d.v.s. sammanförandet av ett par (eller tre) grekiska skådespel till ett enda. Ehuru han däri ådagalade mycken fyndighet, gick han dock ej fri från kritik.

### Mottagande
Terentius upptar i sina prologer motståndarnas anmärkningar och försöker försvara sig mot dem och mot publikens kritik. Terentius var i alla tider föremål för beundran av Roms finaste och mest bildade män. Cicero kunde tydligen hans stycken utantill och använde ofta talesätt som han myntat. I sina satirer och oden gör Horatius på samma sätt. Quintilianus uttrycker sin beundran för hans stil. Under kejsartiden hade dock dramer slutat uppföras, men Terentius användes då som läsdrama.
Och nyare tider har inte förklarat deras omdöme för nationalistiskt jäv. Montaigne, Fénelon, Addison och Sainte-Beuve göra detsamma. Under medeltiden var Terentius visst ej okänd i de europeiska kulturländerna, och med renässansen gjorde han åter sitt inträde i de bildade klassernas vanliga kunskapsvärld. Petrarca, Dante, Giovanni Boccaccio kände honom. Erasmus från Rotterdam anbefallde honom på grund av hans rena latin till studium i skolorna.
Melanchthon utgav åtminstone två upplagor av den romerske komediförfattaren och lät i sin privatskola uppföra Terentius komedier på latin. I Sachsen utkom redan 1540 en förordning som ålade lärarna att låta sina lärjungar på originalspråket uppföra Terentius och ett fåtal stycken av Plautus. Denna sed att uppföra Terentius i original eller i översättning spred sig vida och har förekommit även i Sverige. Till denna sed knyter sig också uppförandet av skoldramer.
Även den icke pedagogiska dramatiken har rönt stark påverkan av Terentius. Direkt efterbildning av dennes lustspel har ofta förekommit. Sålunda har Holberg använt Eunuchus i Jakob von Tyboe, Molière har tagit Phormio (namnet på en advokat) till förebild i Les four-beries de Scapin; och stycket bearbetades av Adolf von Winterfeld till Der Winkelschreiber, som av Fredrik Hedberg överflyttats till svenska scenen under namnet Advokaten Knifving. Molière har dessutom begagnat Adelphoe för L’école des maris. Det förnämsta manuskriptet av Terentius är Codex Bembinus, Vatikanen, från 300- eller 400-talet. Av forntida kommentatorer är Donatus den förnämste.

## Svenska översättningar
- Les comédies. Vol. 1-3 (traduites en suédois [översättning till svenska Carl Gustaf Österling], Burchardt, 1699-1708) [Innehåll: Andria; Hecyra; Heautontimoroumenos; Eunuchus; Phormio; Adelphoe]
- Flickan från Andros: lustspel (metrisk översättning av Henning Wendell, Lund, 1865)
- Lustspel. 1: Bröderne (Adelphi) (översättning av Sigge Sparre, Littorin, 1871)
- Terentius' komedi Phormio (översatt av Hilding Andersson, Nya Vexiö-bladets tryckeri, 1896)
- Terentii Lustspel (översatta av Adolf Fredrik Wimmercranz, Norstedt, 1896) [Innehåll: Andria; Hecyra; Heautontimoroumenos; Eunuchus; Phormio; Adelphoe]
- Phormio, Bröderna (översättning Alarik Hallström). Ingår i: Världslitteraturen. [7], Det antika dramat, II (Bonnier, 1927)

### Notsförteckning
1. 1 2 3 4 5 6 7 8  Breitholtz 1971.

### Källförteckning
- Terentius, Publius T. Afer i Nordisk familjebok (andra upplagan, 1919)
- Breitholtz, Lennart (1971). Epoker och diktare: allmän och svensk litteraturhistoria. 1. Stockholm: Almqvist & Wiksell. Libris 54287